# ابلیسک منیشتوشو
ابلیسک منیشتوشو سنگ یادبودی ابلیسک‌شکل از جنس دیوریت سیاه است که قسمت بالایی آن آسیب دیده‌است. این ابلیسک را منیشتوشو، پسر سارگن بزرگ اکد برپا کرده که دوران فرمانروایی او را حدود ۲۲۷۰–۲۲۵۵ پ.م. تخمین می‌زنند.
شاه ایلام شوتروک ناهونته این ابلیسک را در قرن دوازدهم پ.م. به عنوان غنیمت جنگی به شوش برد.
این سنگ ۱٫۴ متر ارتفاع و ۰٫۶ متر عرض دارد و روی آن به زبان اکدی در خط میخی متونی دربارهٔ تقسیم چهار قطعه زمین و کنترل کیش (سومر) آمده‌است.